# Ральф Вовк та Сем Вівчарка
«Ральф Вовк та Сем Вівчарка» (англ. Ralph Wolf and Sam Sheepdog) — серія короткометражних мультфільмів студії Warner Bros., створена Чаком Джонсом у 1950-х роках.

## Сюжет
Мультфільми показують боротьбу між вовком Ральфом і вівчаркою Семом, які працюють "за розкладом": вони приходять вранці на роботу, вітаються, а потім о 8:00 кожен починає виконувати свою роль — Ральф намагається викрасти овець, а Сем цьому запобігає. В кінці робочого дня о 17:00 вони мирно прощаються.

## Головні персонажі
- Ральф Вовк (англ. Ralph Wolf) — хитрий, але не надто успішний злодій, схожий на Вайлі Койота, але з червоним носом і білими очима. Інша важлива відмінність полягає в характері: Ральф не має, на відміну від Койота, маніакального потягу до переслідування своєї здобичі. Натомість красти овець — це лише його робота.
- Сем Вівчарка (англ. Sam Sheepdog) — спокійний і малорухливий, але надійний охоронець овець, який завжди перемагає Ральфа. Має колегу Фреда, який інколи його підмінює на роботі.

## Виробництво
Натхненні мультфільмом Фріза Фреленга «Вівчар», що вийшов десятьма роками раніше (17 жовтня 1942 року),  Чак Джонс і Майкл Мальтезе (автор попереднього мультфільму Фреленга) створили Ральфа та Сема для серії короткометражок. Першою з них була "Не віддавай овець", що вийшла 3 січня 1953 року (хоча на екрані вказано 1951 рік). Режисером більшості епізодів був Чак Джонс. У цій першій серії персонажів лише вівчарки приходять і йдуть на роботу, за винятком "Ральфа", який намагається піти з роботи, перевдягнувшись у заміну "Сема", перш ніж його викривають і б'ють по руках і ногах. 
Наступний мультфільм "Sheep Ahoy" (1954, з авторською лінією 1953 року) закінчувався зміною персонажів: вівчарка і вовк закінчували роботу, а їхня заміна починала, причому насильство продовжувалося там, де зупинилися попередники, приводячи в рух повністю реалізовану версію жарту про те, що і хижак, і захисник просто виконують свою роботу протягом дня.
Мультфільми мали успіх, що спонукало Джонса повторити формулу ще чотири рази між 1955 і 1962 роками. У 1963 році колишні аніматори Джонса Філ Монро та Річард Томпсон також зняли дует у своєму мультфільмі «Шерсть під ковдрою». 
Серіал побудований на сатиричній ідеї, що Ральф і Сем - сині комірці, які просто виконують свою роботу. Більшість мультфільмів починається з початку робочого дня, коли вони обидва приходять з відерцями для обіду на луг, де пасуться вівці, обмінюються приємними розмовами і заводять однаковий годинник. Офіційно розпочавши роботу з ранковим свистком о 8:00 ранку, Ральф неодноразово дуже наполегливо намагається викрасти безпорадну вівцю і незмінно зазнає невдачі - або через власну невправність, або через мінімальні, але добре сплановані зусилля Сема (його часто бачать сплячим), який завжди жорстоко карає Ральфа за ці спроби. У багатьох випадках є також кілька копій Ральфа і, особливо, Сема.
Після свистка про закінчення робочого дня о 17:00 (або іноді о 18:00) Ральф і Сем пробивають свої табелі обліку робочого часу, знову мило розмовляють і йдуть, ймовірно, лише для того, щоб повернутися наступного дня і повторити все спочатку, а іноді продовжити з того місця, на якому вони зупинилися вчорашнього дня. Або інша вівчарка і вовк приходять на роботу, щоб продовжити те, на чому зупинилися інші двоє, коли закінчується робочий день і вони йдуть додому. Іноді навіть показують, що вони є добрими друзями поза роботою. І Ральфа, і Сема озвучує актор Мел Бланк. У «Вівці на глибині» робочий день переривається обідньою перервою, яку вони також проводять дружньо. Здається, що операція триває 24 години на добу або, принаймні, в іншу зміну, оскільки, коли Ральф і Сем "відключаються", вони також можуть зіткнутися зі своїми нічними змінами, Фредом і Джорджем відповідно.
У деяких своїх ранніх появах Ральф і Сем мають непослідовні імена: зокрема, зміна Сема іноді звертається до нього як до "Ральфа".